# Parata
Parata est une commune française située dans la circonscription départementale de la Haute-Corse et le territoire de la collectivité de Corse. Le village appartient à la piève d'Orezza, en Castagniccia.

## Urbanisme

### Typologie
Au 1er janvier 2024, Parata est catégorisée commune rurale à habitat très dispersé, selon la nouvelle grille communale de densité à sept niveaux définie par l'Insee en 2022.
Elle est située hors unité urbaine et hors attraction des villes,.

### Occupation des sols
L'occupation des sols de la commune, telle qu'elle ressort de la base de données européenne d’occupation biophysique des sols Corine Land Cover (CLC), est marquée par l'importance des forêts et milieux semi-naturels (100 % en 2018), une proportion identique à celle de 1990 (100 %). La répartition détaillée en 2018 est la suivante : 
forêts (74,2 %), espaces ouverts, sans ou avec peu de végétation (25,8 %). L'évolution de l’occupation des sols de la commune et de ses infrastructures peut être observée sur les différentes représentations cartographiques du territoire : la carte de Cassini (XVIIIe siècle), la carte d'état-major (1820-1866) et les cartes ou photos aériennes de l'IGN pour la période actuelle (1950 à aujourd'hui).

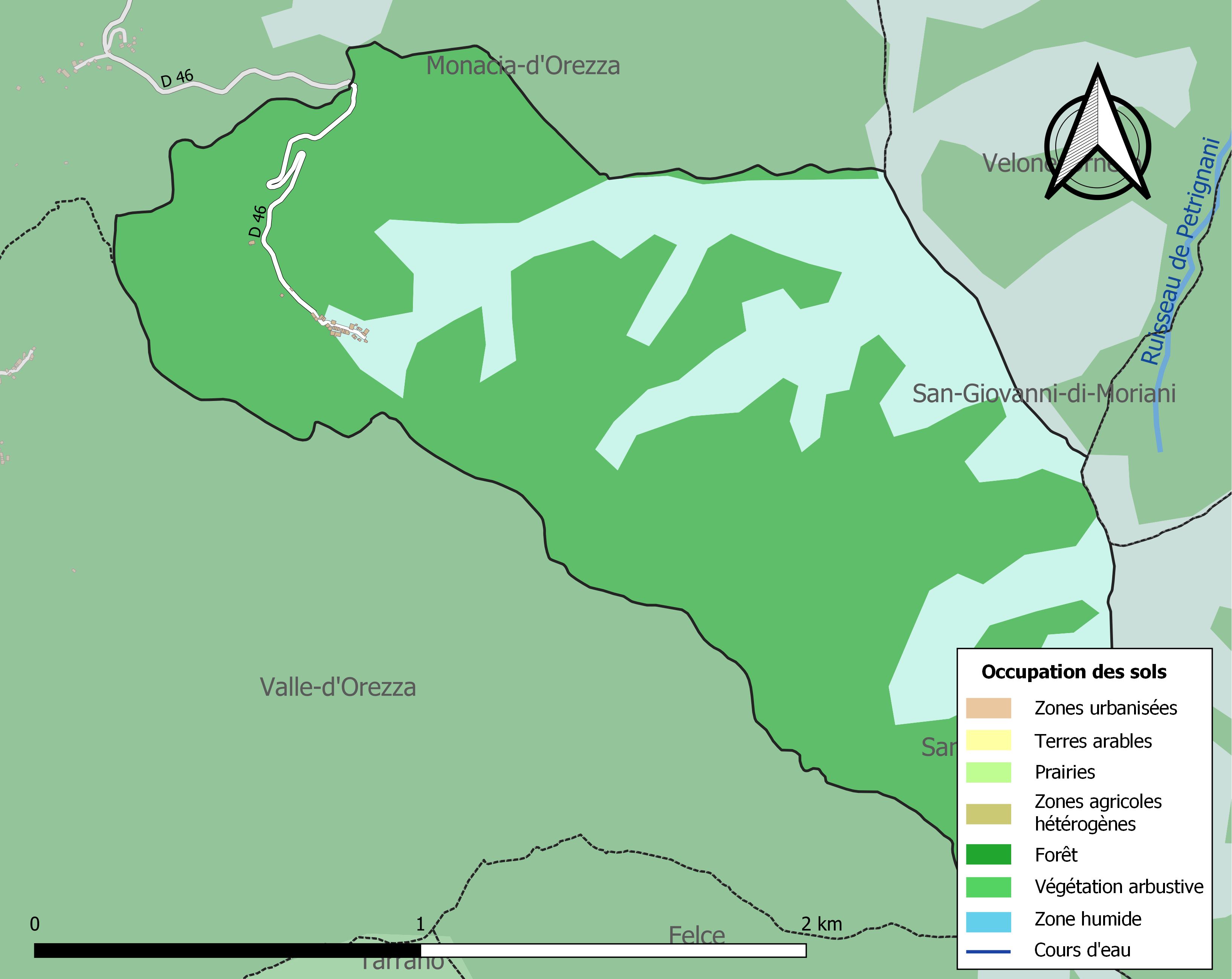
Carte des infrastructures et de l'occupation des sols de la commune en 2018 (CLC).

## Politique et administration
| Période                                  | Période  | Identité          | Étiquette | Qualité                    |
| ---------------------------------------- | -------- | ----------------- | --------- | -------------------------- |
| avant 1981                               | En cours | Ours-Pierre Leoni | MRG-PRG   | Retraité Fonction publique |
| Les données manquantes sont à compléter. |          |                   |           |                            |

## Démographie
L'évolution du nombre d'habitants est connue à travers les recensements de la population effectués dans la commune depuis 1800. Pour les communes de moins de 10 000 habitants, une enquête de recensement portant sur toute la population est réalisée tous les cinq ans, les populations de référence des années intermédiaires étant quant à elles estimées par interpolation ou extrapolation. Pour la commune, le premier recensement exhaustif entrant dans le cadre du nouveau dispositif a été réalisé en 2004.

En 2022, la commune comptait 25 habitants, en évolution de +4,17 % par rapport à 2016 (Haute-Corse : +5,15 %, France hors Mayotte : +2,11 %).
| 1800 | 1806 | 1821 | 1831 | 1836 | 1841 | 1846 | 1851 | 1856 |
| ---- | ---- | ---- | ---- | ---- | ---- | ---- | ---- | ---- |
| 221  | 183  | 150  | 146  | 144  | 156  | 150  | 148  | 149  |

| 1861 | 1866 | 1872 | 1876 | 1881 | 1886 | 1891 | 1896 | 1901 |
| ---- | ---- | ---- | ---- | ---- | ---- | ---- | ---- | ---- |
| 151  | 145  | 132  | 148  | 142  | 159  | 162  | 140  | 178  |

| 1906 | 1911 | 1921 | 1926 | 1931 | 1936 | 1946 | 1954 | 1962 |
| ---- | ---- | ---- | ---- | ---- | ---- | ---- | ---- | ---- |
| 175  | 145  | 131  | 112  | 113  | 117  | 148  | 107  | 97   |

| 1968 | 1975 | 1982 | 1990 | 1999 | 2004 | 2006 | 2009 | 2014 |
| ---- | ---- | ---- | ---- | ---- | ---- | ---- | ---- | ---- |
| 50   | 45   | 35   | 25   | 27   | 30   | 33   | 32   | 28   |

| 2019 | 2022 | - | - | - | - | - | - | - |
| ---- | ---- | - | - | - | - | - | - | - |
| 23   | 25   | - | - | - | - | - | - | - |

## Lieux et monuments

### Église paroissiale Saint-Gavin
Implantée au lieu-dit Monte della Parata, l'église est une ancienne chapelle romane remaniée fortement au XVIIe siècle. L'église paroissiale Saint-Gavin figure sur le plan terrier dressé entre 1773 et 1795, pouvant dater du XVIIe siècle et fut restaurée au cours du deuxième quart du XIXe siècle.
C'est un édifice de plan allongé, formé d'une nef à vaisseau et chapelles latérales et d'un chœur en retrait. On note la présence d'une tour-clocher. Le gros œuvre est en schiste et moellon alors que la couverture est en ardoise.
À l'intérieur, plusieurs autels sont décorés de sculptures et de peintures réalisées par des artistes comme Ignazio Saverio Raffalli et Francesco Carli.
L'église Saint-Gavin est un bel exemple de l'esthétique baroque de la Castagniccia.  

### Chapelle de l'Immaculée-Conception
Aménagée dans une pièce du "Casone", la chapelle baroque de l'Immaculée-Conception a été décorée dans la seconde moitié du XVIIIe siècle par Ignazio Saverio Raffalli. Elle est depuis sa fondation la chapelle privée de la famille Gherardi. 

## Personnalités liées à la commune
Don Lorenzo Gherardi d'Orezza, prêtre théatin (Ordre des clercs réguliers), chapelain de la basilique Santa Maria degli Angeli de Naples, aumonier de la communauté corse de Naples, ami intime de Hyacinthe Paoli dont il était le confesseur et de Pasquale de Paoli dont il fut toujours un fervent et loyal partisan. Don Lorenzo Gherardi est issu d'une famille noble non reconnue par le roi de France, après la bataille de Ponte Novu (1769) et la perte de l'indépendance.  
Lorenzo Leoni, neveu germain du précédent, notaire de formation. Il est déporté au bagne de Toulon, après la conquête française de la Corse.